# Kenza Farah

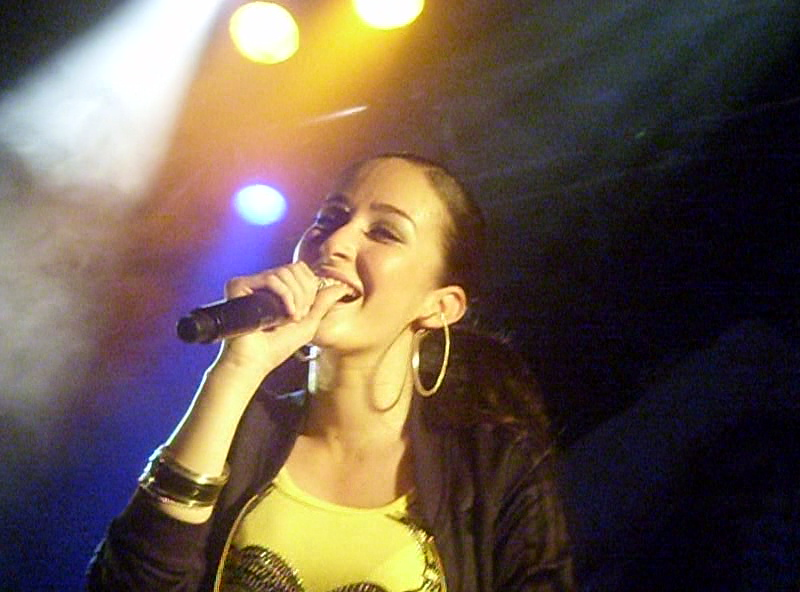
Kenza Farah (2009)

Kenza Farah (* 8. Juli 1986 in der Provinz Bejaia, Algerien) ist eine französische R&B-Sängerin.
Zurzeit lebt sie in Marseille.

## Werdegang
Bereits als kleines Kind besaß Kenza großes Interesse an der Musik. Zunächst sang Kenza Texte von Céline Dion, bis ihre eigenen Textideen sich entwickelten. Kenza machte sich vorerst einen Namen in ihrem Viertel auf Festveranstaltungen und Gesangswettbewerben. Der nächste Schritt war die Wahl ihres zweiten Vornamens als ihren Künstlernamen. Die Teilnahme an Gesangsunterricht war eine Zwischenstation ihrer Entwicklung, die ihr zeigte, dass Musik nicht nur Spaß bedeutet. Nach Abbruch des Gesangsunterrichts ging Kenza ihren eigenen Weg und traf Karim Ouanes de Dugny, der ihr die Möglichkeit bot, erste Aufnahmen zu machen.
Es folgten Produktionen mit Kamelancien, Kery James, T2R, Kayser, Alonso, Le Rat Luciano. Im Dezember 2006 unterschrieb Kenza einen Vertrag beim Pariser Plattenlabel Karismatik. Es folgte im Juni 2007 die Veröffentlichung ihres ersten Albums Authentik mit vielen überarbeiteten Tracks der letzten Jahre. Das Album war in Marseille lang erwartet worden und stieg in der ersten Woche auf Platz 5 der Albumcharts. Kenza erhielt Gold für ihr Album und veröffentlichte die Single Je me bats sowie Appelez moi Kenza.
Kenza Farah veröffentlichte am 15. November 2010 ihr Album, die erste Single aus dem Album hieß Militante.
Die neue Single von Kenza Farah heißt La où tu vas. Die Single gehört zum Soundtrack des Films Le Coursier von Luc Besson. Der Clip wurde am 22. Januar in einem Loft im 10. Arrondissement von Paris gedreht.

### Unfall
Am Abend des 12. Oktober 2008 wurde Kenza Farah kurz nach dem Verlassen des Tonstudios von einem Auto angefahren und dabei verletzt. Sie wurde sogar für tot erklärt, was sich aber kurze Zeit später als Fehler herausstellte. Wie ihr Manager dem Magazin Voici mitteilte, soll der Unfallwagen mit gut 90 km/h unterwegs gewesen sein, als er sie traf.
In einem Interview mit Planète Rap Mag sagte sie kurz darauf, dass der Unfall nicht so schlimm war und die Medien ihn schlimmer dargestellt haben, als es in Wirklichkeit war.

## Stil
Inspiriert durch Aaliyah, Tracy Chapman, Stevie Wonder und Francis Cabrel produziert Kenza Titel über allgemeine Missstände der Gesellschaft, Enttäuschung durch Freunde, Krieg, Einsamkeit und Liebe. Allgemein wird in ihren Texten ihre Herkunft kenntlich, nämlich die sozial schwachen nördlichen Viertel von Marseille. Aktueller sind Lieder, in denen sie sich nach Hip-Hop-Manier repräsentiert.
Der Musikstil entwickelt sich von einfachen Beats und bekannten Samples nun in Richtung Elektrobeats. Teilweise unterlegt Kenza ihren Gesang mit kabylischen Akzent.

## Diskografie

### Alben
| Jahr | Titel                | Höchstplatzierung, Gesamtwochen, AuszeichnungChartplatzierungen (Jahr, Titel, Platzierungen, Wochen, Auszeichnungen, Anmerkungen) | Höchstplatzierung, Gesamtwochen, AuszeichnungChartplatzierungen (Jahr, Titel, Platzierungen, Wochen, Auszeichnungen, Anmerkungen) | Anmerkungen                              |
| Jahr | Titel                | FR | BEW | Anmerkungen                              |
| ---- | -------------------- | --- | --- | ---------------------------------------- |
| 2007 | Authentik            | FR5 Gold · (70 Wo.)FR | BEW50 (20 Wo.)BEW | Erstveröffentlichung: 11. Juni 2007      |
| 2008 | Authentik Mixtape    | FR82 (5 Wo.)FR | — | Erstveröffentlichung: 24. April 2008     |
| 2008 | Avec le cœur         | FR7 (28 Wo.)FR | BEW59 (14 Wo.)BEW | Erstveröffentlichung: 17. November 2008  |
| 2010 | Trésor               | FR18 (10 Wo.)FR | BEW86 (1 Wo.)BEW | Erstveröffentlichung: 19. November 2010  |
| 2012 | 4 Love               | FR13 (16 Wo.)FR | BEW44 (13 Wo.)BEW | Erstveröffentlichung: 3. September 2012  |
| 2014 | Karismatik           | FR31 (5 Wo.)FR | BEW67 (2 Wo.)BEW | Erstveröffentlichung: 26. September 2014 |
| 2019 | Au clair de ma plume | FR44 (4 Wo.)FR | BEW186 (1 Wo.)BEW | Erstveröffentlichung: 22. Februar 2019   |

Kompilationen
- 2007: La France des couleurs („Sous le ciel de Marseille“ Duett mit Idir)
- 2008: Raïn’B Fever 3 („Ya mama“ Duett mit Najim)
- 2009: Maghreb United („Au delà des apparences“ Duett mit rim'k)

### Singles
| Jahr | Titel Album                      | Höchstplatzierung, Gesamtwochen, AuszeichnungChartsChartplatzierungen (Jahr, Titel, Album, Platzierungen, Wochen, Auszeichnungen, Anmerkungen) | Anmerkungen                                            |
| Jahr | Titel Album                      | FR | Anmerkungen                                            |
| ---- | -------------------------------- | --- | ------------------------------------------------------ |
| 2007 | Je me bats / Appelez-moi Kenza – | FR11 (22 Wo.)FR |                                                        |
| 2008 | J’essaie encore –                | FR14 (29 Wo.)FR |                                                        |
| 2010 | Là où tu vas –                   | FR11 (40 Wo.)FR | aus dem Soundtrack zum Film Le Coursier von Luc Besson |
| 2012 | Quelque part –                   | FR64 (16 Wo.)FR |                                                        |
| 2012 | Coup de cœur –                   | FR16 (27 Wo.)FR | feat. Soprano                                          |
| 2013 | Obsesión –                       | FR16 (20 Wo.)FR | Lucenzo & Kenza Farah – Tropical Family                |
| 2014 | Yätayö –                         | FR190 (1 Wo.)FR |                                                        |
| 2014 | Problèmes –                      | FR55 (10 Wo.)FR | feat. Jul                                              |
| 2014 | Briser les chaînes –             | FR183 (2 Wo.)FR |                                                        |
| 2015 | Liées –                          | FR81 (1 Wo.)FR | Ridsa feat. Kenza Farah                                |
| 2016 | Fais le job –                    | FR122 (1 Wo.)FR | Remix                                                  |
| 2016 | Mon ange 2.0 –                   | FR161 (1 Wo.)FR |                                                        |

Weitere Singles
- 2007: Lettre du front (feat. Sefyu)
- 2008: 15ème hardcord (feat. G.A.P soosol)
- 2008: Au cœur de la rue / J’essaie encore
- 2009: Faut pas oublier (feat. Bossniak)
- 2009: Celle qu’il te faut (feat. Nina Sky)
- 2009: Je représente
- 2010: Desillusion du ghetto
- 2010: Militante
- 2018: Photos

### Lieder
| - Au coeur de la rue - J’essaye encore - Appelez moi Kenza - Je me bats - Il ma trahie - Faut-il que je sois ? - A la place d’un ange - Toi et moi - La vie - Quand l’amour s’en va - D’amour ou d’amitié - Face à la mort - L’amour ou la passion | - Les différences - Trésor - Frère et soeur feat. Willy Denzey - Seule sans toi - Pour se sortir de là - Explosif pour nos gens - Cris De Bosnie feat. Le Silence Des Mosquées - Histoire de coeur - Coeur déchiré - Parle moi - J’ai trop mal - Sous le ciel de marseille feat idir - Moi j’ai 20 ans | - Terre à terre feat. Kamel Ancien - Je reprends mes ailes feat. T-NORTH - Rap sous contrôle feat. Keyser - 15ème hardcore - Lettre du front feat. Sefyu - Les enfants du ghetto - Sur tous les chemins feat. Le Rat Luciano - Trop d’flow feat. Big Ali - Dans les rues de ma ville - Où va le monde ? - Mi amor |